# Julenisse
En julenisse er en nisse, der blev skabt i 1836. Julenissen findes i Danmark. Da maleren Constantin Hansen holdt julefest i Rom, havde han pyntet op med de første billeder af julenisser. Hans ide slog hurtigt an hos borgerskabet. Siden da har julenissen hørt til julen i Danmark.
Senere har julenisserne også fået et meget vigtigt arbejde til jul: de er julemandens personlige hjælpere ved fremstilling af gaver og pakning af julemandens slæde. Julenisserne er de eneste nisser, der har familie. Der findes således både julenissekoner og julenissebørn. (Gårdnissen var altid alene.)